# Thomas Schröder
Thomas Schröder (ur. 23 sierpnia 1962 w Waren) – niemiecki lekkoatleta specjalizujący się w biegach sprinterskich, reprezentujący w czasie swojej kariery Niemiecką Republikę Demokratyczną, czterokrotny złoty medalista mistrzostw Europy juniorów.

## Sukcesy sportowe
- trzykrotny mistrz NRD w biegu na 100 m – 1983, 1984, 1986
- mistrz NRD w biegu na 200 m – 1986[1]

| Rok  | Miasto    | Zawody                      | Konkurencja                                    | Wynik                     |
| ---- | --------- | --------------------------- | ---------------------------------------------- | ------------------------- |
| 1979 | Bydgoszcz | mistrzostwa Europy juniorów | bieg na 100 m bieg na 200 m                    | złoty medal srebrny medal |
| 1981 | Utrecht   | mistrzostwa Europy juniorów | bieg na 100 m bieg na 200 m sztafeta 4 × 100 m | złoty medal               |
| 1983 | Helsinki  | mistrzostwa świata          | sztafeta 4 × 100 m                             | 4. miejsce                |
| 1984 | Moskwa    | Przyjaźń-84                 | bieg na 100 m                                  | 5. miejsce                |
| 1986 | Stuttgart | mistrzostwa Europy          | bieg na 100 m bieg na 200 m sztafeta 4 × 100 m | srebrny medal 4. miejsce  |

## Rekordy życiowe
- bieg na 60 m (hala) – 6,61 – Senftenberg 06/01/1984
- bieg na 100 m – 10,10 – Jena 27/06/1986
- bieg na 100 m (hala) – 10,57 – Berlin 12/01/1980
- bieg na 200 m – 20,54 – Stuttgart 28/08/1986